# Aeroportul Municipal Davenport
Aeroportul Municipal Davenport (IATA: DVN, ICAO: KDVN, FAA LID: DVN) este un aeroport din Iowa, Statele Unite ale Americii ce deservește zona Davenport⁠(d). Aeroportul a fost tranzitat în 2019 de 10 pasageri. A fost numit după zona deservită.
Situat la o altitudine de 230 m, aeroportul dispune de 2 piste.

## Infrastructură

### Piste
Aeroportul dispune de 2 piste. Pista 15/33 are suprafața de beton și dimensiunile 5.511 picioare × 100 picioare. Pista 03/21 are suprafața de beton și dimensiunile 4.001 picioare × 100 picioare. 